# Maurice Szafran
Pour les articles homonymes, voir Szafran.
Maurice Szafran, né le 10 septembre 1954 à Paris, est un journaliste et écrivain français, ancien PDG de l'hebdomadaire Marianne.

## Biographie
Maurice Szafran est né le 10 septembre 1954 dans une famille juive du 16e arrondissement de Paris.
Il commence sa carrière professionnelle en 1977 au service des sports (dirigé alors par Jacques Marchand) du Matin de Paris, avant de passer à la section Culture de l'hebdomadaire Le Point, puis de devenir directeur de L'Événement du jeudi, dirigé par Jean-François Kahn. Il fonde avec ce dernier Marianne, dont il prend aussitôt la direction de la rédaction. Après la démission de Jean-François Kahn de la présidence du conseil d’administration, il est élu à l’unanimité le 1er juillet 2008 à la tête de l'hebdomadaire.
En juin 2011, il est l'un des dirigeants de Marianne visé par le SNJ-CGT dans un tract dénonçant « la forte augmentation des cinq plus hauts salaires de l'entreprise (87 % sur cinq ans) et l'importance des notes de frais de ces dirigeants (d'un montant total de 190 000 euros pour l'année 2010) ».
Sa critique de l'ouvrage de Pierre Péan et Philippe Cohen Le Pen : une histoire française, et son refus de laisser y répondre le second des deux auteurs pousse celui-ci, cofondateur de Marianne, à démissionner en janvier 2013, sur fond de querelles stratégiques et idéologiques. Commentant cette polémique, le philosophe Marcel Gauchet avance qu'elle serait « symptomatique de la dégénérescence de la presse française. La critique de Maurice Szafran est un cours de morale. Ce n'est pas une réponse sur des faits ».
Le 6 novembre 2013, il annonce qu'il quitte ses fonctions de PDG de Marianne en raison d'une divergence stratégique avec d'autres actionnaires du titre, Jean-François Kahn affirmant que Marianne devait se démarquer des autres magazines d'actualité et se battre contre la « pensée unique ». L'entreprise est notamment confrontée à une baisse de ses ventes et doit provisionner 3 millions d'euros de pertes en 2013.
En 2014, il est directeur éditorial des magazines du groupe Sophia Publications (à l'époque propriété de François Pinault), qui publie notamment La Recherche, Historia, L'Histoire et Le Magazine littéraire. Regroupés au sein de la société Sophia Communications créée pour l’occasion, Maurice Szafran et deux partenaires financiers, Thierry Verret et Gilles Gramat, rachètent Sophia Publications à Artémis au début de l’année 2014. Placé en redressement judiciaire le 28 janvier 2015, quelques mois après l'entrée de Claude Perdriel au capital, le groupe de presse voit le juge du tribunal de commerce de Paris acter, en mai 2016, « l’arrêt du plan de continuation ». Après avoir perdu un million d’euros en 2014 pour un chiffre d’affaires de 18 millions, le groupe renouait avec les bénéfices au cours de l'année 2015.

### Prises de position
En février 2010, il condamne l'attitude du Conseil représentatif des institutions juives de France (CRIF) et de son président, Richard Prasquier, lors du procès du gang des barbares,.
En mars 2017, lors de la campagne de l'élection présidentielle française, la société des journalistes de Challenges dénonce le parti-pris en faveur d'Emmanuel Macron du site internet du magazine, qui se distingue par le nombre important des éditoriaux de Maurice Szafran. La société des journalistes déplore également « les interventions multiples et déplacées de Maurice Szafran auprès de la direction et de l’équipe web à la suite de la parution d’un article critique à l’égard de Macron »,.
Le même mois, il cosigne l'appel, publié dans Mediapart, des psychanalystes contre Marine Le Pen, ceux-ci décrivant le Front national comme un avatar du « courant contre-révolutionnaire » au pouvoir « sous l’Occupation nazie » et l'accusant de menacer « l’État de droit », « la liberté d'opinion et celle de la presse ».

### Poursuites judiciaires et condamnation pour diffamation
En 1997, Jean-Marie Le Pen a intenté un procès en diffamation contre Maurice Szafran et Nicolas Domenach, tous deux auteurs du livre Le Roman d'un président (1997). Jean-Marie Le Pen reprochait aux deux journalistes de lui avoir prêté faussement des propos antisémites. Le 10 novembre 1997, le tribunal correctionnel de Paris condamne Nicolas Domenach à 40 000 francs d'amende pour diffamation envers Jean-Marie Le Pen. Le tribunal, après avoir écouté l'enregistrement de l'interview de Jean-Marie Le Pen par les deux journalistes, a jugé que Jean-Marie Le Pen n'avait, à aucun moment, prononcé le mot « juif », ni jamais parlé de « complot juif ». Le tribunal, dans son jugement, a dénoncé les méthodes de Nicolas Domenach, y voyant un « procédé déloyal » et « contraire à toute déontologie du journalisme ». En revanche, Maurice Szafran a échappé à la condamnation en raison d'un vice de procédure.
Le tribunal de grande instance de Paris a condamné Maurice Szafran pour le journal Marianne, et Jean-Claude Jaillette, le 6 novembre 2015,,, pour diffamation envers un fonctionnaire public, le professeur Gilles-Éric Séralini, et pour diffamation publique envers les chercheurs de l'équipe du professeur, et envers le CRIIGEN. Ils sont condamnés à verser 6 000 € de dommages et intérêts au professeur Séralini. De plus, Jean-Claude Jaillette est condamné à une amende de 500 € avec sursis, et de 1 000 € à verser à la partie civile ; Maurice Szafran est condamné à une amende de 1 000 € sans sursis, ayant déjà été condamné, et de 2 000 € à verser à la partie civile.

## Publications
- Les Familles du président, avec Sammy Ketz, Grasset, 1982
- Chirac ou les passions du pouvoir, Grasset, 1986
- Les Juifs dans la politique française, Flammarion, 1992
- avec Nicolas Domenach, Le Testament inachevé, Paris, Flammarion, 1er janvier 1994, 216 p. (ISBN 2-08-067097-2, présentation en ligne)Entretien entre les deux journalistes et le cardinal Albert Decourtray.
- avec Nicolas Domenach, De si bons amis, Paris, Plon, 1994, 453 p. (ISBN 2-259-18018-3)Sur Jacques Chirac et Édouard Balladur, leur amitié, puis leur rivalité à la suite de leurs candidatures à l'élection présidentielle de 1995.
- Simone Veil. Destin, Flammarion, 1994 ; « J'ai lu », 1996
- avec Nicolas Domenach, Le Roman d'un président, Paris, PlonBiographie de Jacques Chirac en 3 tomes, un pour chaque période.
  - L'humiliation, la résurrection, le reniement (1988-1995), vol. 1, 1er janvier 1997, 320 p. (ISBN 2-259-18188-0)Son parcours pour accéder à la présidence de la République en 1995, après son échec à l'élection de 1988.
  - Le Miraculé, vol. 2, 2000, 253 p. (ISBN 2-259-18756-0)Son mandat de 1995 à 2002, et la cohabitation avec Lionel Jospin à partir de 1997.
  - Le Sacre, vol. 3, 14 mars 2003, 288 p. (ISBN 2-259-19471-0, présentation en ligne)Sa campagne pour l'élection de 2002 et sa réélection.
- Les Cigares, Flammarion, 1999
- La Grande Histoire du cigare, avec Bernard Le Roy, Flammarion, 2001
- Malaise dans la République : intégration et désintégration, avec Anne Révah-Lévy, Plon, 2002
- avec Nicolas Domenach, Off : Ce que Nicolas Sarkozy n'aurait jamais dû nous dire, Fayard, coll. « Documents », 9 mars 2011, 288 p. (ISBN 978-2-213-66184-1)
- avec Christian Estrosi, Il faut tout changer !, Albin Michel, 2017.
- avec Nicolas Domenach, Le Tueur et le Poète, éd. Albin Michel, 2019.
- avec Dominique Missika, Robert Badinter, l'homme juste, Paris, Tallandier, 2021.
- avec Nicolas Domenach, Macron, pourquoi tant de haine ?, éd. Albin Michel, 2022.